# Генри ле Скруп
Генри ле Скруп (англ. Henry le Scrope; до 1268 — 7 сентября 1336) — английский землевладелец и юрист, главный судья Англии в 1317—1323 и 1329—1330 годах, главный судья суда казначейства с 1331 года, главный судья суда общегражданских исков в 1333 году.

## Происхождение
Генри происходил из рыцарского рода Скрупов, имевшего нормандское происхождение, родовое прозвание которого означало «краб». Именно краб, судя по всему, изначально был изображён на гербе Скрупов. Неизвестно, есть ли связь этой семьи с родом Скрупесов (англ. Scrupes) из Глостершира или английским землевладельцем Ричардом Скробом (умер после 1066).
Первые известные представители рода поселились в Англии в XII веке и имели владения в Северном райдинге Йоркшира и Северном Линкольншире. Отцом Генри был Уильям Скруп (умер около 1312), который был судебным приставом графа Ричмонда в Ричмондшире. Он не обладал большим состоянием, в его владении находилось небольшое поместье. В 1298 году Уильям участвовал в битве при Фолкерке, во время которой был посвящён в рыцари.
Уильям женился на Констанции, которая, судя по всему, была дочерью Томаса, сына Гилле (Гильде) из Ньюшема. В этом браке родилось трое сыновей, из которых Генри был старшим. Его младшим братом был Джеффри ле Скруп (умер в декабре 1340), который, судя по всему, благодаря поддержке брата, также стал судьёй при королевском дворе. Его потомками были Скрупы из Месема. Третьего из сыновей звали Стефан; о нём известно только то, что он передал «своему брату Генри Скрупу» поместье в Западном Болтоне. Также у Генри была сестра, имя которой неизвестно; она была замужем за Уильямом де Клесеби из Марска.

## Ранняя биография

Герб рода Ласи, с которого Генри де Скрупу было позволено разместить безудержного льва на свой личный герб

Генри родился не позже 1268 года. Отец отдал его изучать право. Бриджит Вейл предположила, что стремление Уильяма дать детям юридическое образование, возможно, связано с тем, что ему самому требовались хотя бы элементарные юридические знания для выполнения административных действий. Не позднее 1292 года Генри стал адвокатом суда королевской скамьи. В 1306—1308 годах он выполнял различные судебные поручения, а 27 ноября 1308 года был назначен судьёй в суд общегражданский исков.
Возможно, что продвижению по карьерной лестнице Генри помогла дружба с Генри де Ласи, графом Линкольном, на которого он работал в 1290-е годы. В 1311 году он выступал его душеприказчиком, а в 1334 году заказал молебен по душе графа. Ласи позволил Скрупу разместить на свой герб безудержного льва со своего герба.
К февралю 1311 года Генри был посвящён в рыцари; как и младший брат Джеффри, он был рыцарем-баннеретом.

## Карьера при дворе Эдуарда II
После того как королём Англии стал Эдуард II, Генри оказался среди его сторонников. В мае 1311 года он сопровождал Гилберта де Клера, графа Глостера, которого король, отправившийся в Шотландию король оставил в Англии лейтенантом. В сентябре того же года Скруп покинул парламент в знак протеста из-за ограничений, наложенных магнатами на Эдуарда II, но король безапелляционно велел ему вернуться.
В марте 1312 года король послал Скрупа в провинциальный совет обсудить с мирянами и церковными магнатами те части постановлений, которые были вредны или несли угрозу королю. В марте 1314 года Эдуард II отправил Генри в Уэльс, чтобы он разобрал ожесточённый спор о праве владения княжеством Поуис между Гриффидом де ла Полем и Джоном Чарльтоном.
15 июня 1317 года Эдуард II, избавившийся от опеки магнатов, назначил Скрупа главным судьёй суда королевской скамьи. Именно во время пребывания Генри на этом посту в зимнюю судебную сессию 1319 года была введена практика регистрации дел, имеющих особое значение для короны, на отдельных пергаментах; позже она получила название «Rex sections».
После конфискации в 1322 году поместий у сторонников казнённого Томаса, графа Ланкастера (который в 1318—1319 годах был непосредственным начальником Генри) некоторые из них были переданы Скрупу. В начале 1323 года к ним были добавлены конфискованные у Эндрю Харкли земли в Суэйлдейле. Однако уже в начале 1323 года король по неизвестной причине сместил Генри с поста главного судьи. Возможно, что это было связано с какими-то более ранними судебными разбирательствами. Впрочем, уже 10 сентября его назначили судьёй лесов к северу от Трента. Он был среди судей в созванных в 1324 и 1325 годах парламентах, а в марте 1326 года входил в состав специальной комиссии для суда над нарушителями в Йоркшире.

## Карьера при Эдуарде III
После восшествия на престол Эдуарда III для Генри 5 февраля 1327 года была создана новая должность «второго судьи» суда общегражданский исков; на его старый же пост был назначен младший брат Джеффри. Корона указала, что данное назначение произошло из-за того, что Генри Скруп уже не способен работать так, как раньше, «и ни по какой иной причине». Когда его брат находился за границей, он с 28 октября 1329 года по 19 декабря 1330 года вновь занял его пост в качестве главного судьи суда королевской скамьи. После этого Генри назначили главным судьёй суда казначейства; данный пост он занимал до самой смерти, за исключением одного, когда его перевели на пост главного судьи суда общегражданских исков; возможно, это назначение — канцелярская ошибка, поскольку через 24 часа после него был выпущен патент, возвращающий ле Скрупа на прежнее место.
Генри умер 7 сентября 1336 года. Его похоронили в премонстратском аббатстве Святой Агаты в Исби, располагавшегося недалеко от Ричмонда. Патронаж этому аббатству он в 1333 году приобрёл у потомка основателя аббатства вместе с Бёртон-Костеблем и рядом других земель.

## Наследство
К моменту смерти Генри владел более чем 21 поместьям. Большая их часть располагалась в Йоркшире; также у него были земли в Мидлсексе, Бедфордшире, Хартфордшире и Ратленде.
У Генри известно трое сыновей, которые к моменту его смерти были несовершеннолетними. Старший, Уильям, принимал участие в войнах во Франции и Шотландии. В 1342 году в битве при Морле в Бретани он получил рану, от которой в конце концов и умер 17 ноября 1344 года, не оставив наследников. Второй сын, Стефан, умерший раньше, также был бездетным. В результате единственным наследником Генри стал его третий сын Ричард, получивший в 1371 году баронский титул.

## Брак и дети
Жена: Маргарет (умерла 17 октября 1357). Её происхождение точно неизвестно, однако Н. Николас на основании анализа изображения семьи Скрупов в церкви Уэнсли, где герб Генри Скрупа пронзён гербом Фиц-Уолтера, предположил, что она могла быть дочерью «барона Фицуолтера». По другой версии, она могла быть дочерью барона Роса. Дети:
- Уильям ле Скруп (около 1320 — 17 ноября 1344)[2][4][6].
- Стефан ле Скруп (умер до 1344)[4].
- Ричард ле Скруп (около 1327 — 30 мая 1403), 1-й барон Скруп из Болтона с 1371 года, родоначальник Скрупов из Болтона[4][6].

Маргарет пережила мужа; вторым браком она вышла замуж за Хью Мортимера из Челмарша (Шропшир). 